# Karrat Fjord
Der Karrat Fjord ist ein grönländischer Fjord im Distrikt Uummannaq in der Avannaata Kommunia.

## Geografie
Der Fjord ist eigentlich ein Fjordkomplex mit zahlreichen Armen. Seine Mündung liegt zwischen der Halbinsel Sigguup Nunaa (Svartenhuk Halvø) im Norden und der Insel Illorsuit (Ubekendt Ejland) im Süden. In seiner Mitte liegt die kleine Inselgruppe Illorsuit Qeqertaat (Schade Øer). Weiter östlich liegt das etwa 500 km² große Wassergebiet Nuugaatsiap Imaa. Dort spaltet sich das Fjordsystem auf. Der nördliche Arm fließt zwischen Sigguup Nunaa und der Insel Qeqertarsuaq. Er hat zwei fjordähnliche Buchten, die in Sigguup Nunaa hineinreichen: Umiiviup Kangerlua und Kangiusap Imaa. Der Nordarm spaltet sich schließlich in Ukkusissat Sulluat (Ukkusissat Fjord) und Salliarutsip Sullua (Inngia Fjord) auf. Der östliche Arm wird durch die lange Insel Karrat zweigeteilt. Der nördliche Sund zwischen Karrat und Qeqertarsuaq trägt den Namen Torsuuk. Etwas weiter östlich liegt im Norden der kurze Fjord Umiammakku Avannaat, der über den Sund Nuugaatsiaap Tunua nördlich von Qeqertarsuaq mit dem Nordarm des Fjordsystems verbunden ist. Östlich davon trägt der Arm den Namen Kangilleq. Südlich der Halbinsel südlich des Kangilleq liegt ein weiterer schmaler Fjordarm, der sich auch dem Fjordkomplex zurechnen lässt, der Kangerlussuaq. In dessen Mündung liegt die Insel Qinngusaaq mit einigen Nebeninseln, die wiederum alle Nebeninseln der großen südlich gelegenen Insel Upernivik (Upernivik Ø) sind.